# Cherneche
Cherneche  (ucraniano: Чернече) es una localidad del Raión de Podilsk en el Óblast de Odesa de Ucrania. Según el censo de 2001, tiene una población de 1002 habitantes.